# Samara Morgan
Samara Morgan er en fiktiv person fra filmene The Ring og The Ring 2. Daveigh Chase spiller rollen som Samara i The Ring, og Kelly Stables spiller hende i The Ring 2. Samara Morgan fremstilles som et lille-pige-genfærd med trang til at dræbe.

## Samaras Historie
En kvinde, ved navn Evelyn, dukker op hos en institution for gravide, hun er 8 måneder henne. Evelyn er syg, og havde haft problemer under graviditeten. Hun havde hallucinationer og så syner. Hun "ved" ikke hvem faren til barnet er, men hun påstår at det er et væsen fra en anden verden. På institutionen hjælper de hende med fødslen. Det blev en lille pige. Men efter det, begynder Evelyn at lide af en fødselsdepression, og hun skyder skylden på barnet. Personalet undrer sig over, hvorfor barnet aldrig græd. Kun når Evelyn prøvede at bade hende, så ville hun græde og skrige i vilden sky, som om det var verdens ende. En nat hører de barnet skrige som aldrig før. De opdager, at Evelyn er ved at drukne sit barn. Men de når at rive barnet ud af hendes hænder, og derefter sender de Evelyn til et psykiatrisk hospital. Den lille pige bortadopterer de.
Hun bliver adopteret af Richard og Anna Morgan, der i flere år selv havde prøvet at få et barn uden succes. Richard var dog lidt i tvivl, men ville gøre alt for at gøre sin kone lykkelig. De bringer den lille pige med hjem, ude på en lille fiskerø, og kalder hende Samara Morgan. De ejer et stutteri med en masse flotte og prisvindende heste. Men som tiden går, opdager de, at noget er anderledes. Pigen, Samara, er ikke som andre børn, men på grund af deres store iver efter et barn, slår de det hen. Men tingene bliver værre.
Samara er blevet ældre, omtrent 12 år gammel, og Anna og Richard har flyttet hendes værelse ud i stalden, hvor hun nu har et lille værelse højt oppe under loftet. De har ikke længere kræfter til at lade hende bo i huset. Anna har også forandret sig. Før var hun en livsglad kvinde med mod på livet, som elskede at ride på sine heste, men nu er hun stille og ridder aldrig mere på hestene. Richard er bitter, han synes de skulle have skilt sig af med Samara mange år før. Hun gjorde nemlig ting ved dem, som de ikke kunne forklare. Hver gang hun var i nærheden, så de syner og billeder af frygtelige ting. De skubbede begge skylden på Samara. Samara sover aldrig, og til sidst bliver det for meget for Richard, da han opdager, at Samara stirrer på Anna og ham hver eneste nat i deres soveværelse. Derfor tager Anna og Richard Samara med til en række psykologer, men ingen kan fortælle, hvad der er i vejen med hende. Samara kan også skabe ting, som hun ikke selv kan forklare – hun tænker bare på det, og så er det der bare. De andre beboere på øen kan også mærke, at hun har gjort tingene anderledes. Efter hun kom til øen blev fangsten dårlig. De fangede næsten ingen fisk mere. Der var ingen der brød sig om Samara, og derfor lukkede Anna sig ud af det lille lokal samfund. Men pludselige skete der noget frygtelig. En dag brød hestene ud af deres bokse og løb ud i havet og bevidst druknede sig selv. Det var en forfærdelig tragedie, og det gjorde Anne og Richard endnu mere ulykkelige. De mente stadig begge to, at det var Samaras skyld. Det bliver for meget, og en dag tager Anna, Samara med ud at gå. De kigger på nogle heste, der løber på en mark. Samara er helt ubevidst om, hvad der nu skal ske. Anne hiver en sort plastikpose frem og trækker den ned over Samaras hoved, mens hun forsøger at kvæle hende. Anna græder og siger: "Alt hvad jeg ønskede mig var dig". Herefter bliver Samara stille og Anna smider hende ned i en brønd og ligger et stort tungt stenlåg oven på brønden. Anna og Richard tror nu, at Samara er død, og at alting vil blive ligesom før. Men nej. Nede i brønden er Samara nemlig stadig i live. Hun er vågnet og forstod ikke, hvad der var sket. Elskede hendes forældre hende ikke? Hvad havde hun gjort forkert? Hvorfor kom de ikke tilbage efter hende? Hun prøvede at kravle op ad brøndens glatte vægge, men det kunne ikke lade sig gøre. Hun var fanget ned i brønden, i det kolde vand. Hun døde efter 7 dage.
Nu skulle man tro, at Samaras historie var slut, men nej. Samaras genfærd bliver hængende i et forsøg på at finde ud af, hvorfor hun fortjente sådan en grusom død. Hun søger først hjem til forældrene og hjemsøger Anna i al håb om at få at vide, hvorfor hun smed hende ned i brønden. Men Anna kan ikke klare det og flygter ud til skrænten. Hun lader sig selv falde i havet og rammer de hårde sten på bunden. Richard bliver tilbage, men efter Annas død begynder tingene at stilne lidt af. Fiskene kommer tilbage, og ingen føler sig utrygge mere. Men så opdager Richard et bånd mellem alle Samaras ting. Han ser båndet og kan se, at det er en af de ting Samara har lavet. Få sekunder efter ringer telefonen. Han tager den og kan høre sin tidligere datters stemme i den anden ende. "Syv dage" siger hun, og derefter bliver der stille. Han smider røret på og fatter ikke, hvad der lige er sket. Efter Annas død havde han ikke været hjemsøgt af Samara, men nu var hun vendt tilbage. Når han sov ville hun hviske ting i hans øre og vise ham billeder af frygtelig ting, sådan som hun havde gjort det dengang hun levede. Efter syv forfærdelige dage tror han, at hans endeligt er kommet. Men Samara skåner ham, hvis han til gengæld kopierer båndet og viser det til en anden. Lammet af frygt gør Richard, hvad hun beder om. Og sådan redes det berygtede VHS-bånd.
Efter nogle år får Richard besøg af en journalist. Hun hedder Rachell Keller, og hun virker til at vide mere, end hun spørger om. Andre journalister har gennem årene besøgt Richard Morgan, men med hensigt til at spørge ind til hestene, som blev sindssyge. Rachell spørger ind til datteren og andre ubehagelige emner, hvilket er ubehageligt for Richard. Ting som han har prøvet at glemme siden årene med Samara. Til sidst bliver det for meget for Richard, og han beslutter at begå selvmord. Både hestene og Samara hjemsøger ham i hans drømme, og han vil have det til at holde op. Derfor sætter han strøm til sig selv, men ved et uheld dukker journalisten Rachell Keller op og ser ham begå selvmord.

## Båndet
Da Samara var i live skabte hun mange forfærdelige ting, men det mest frygtelige var båndet. Ikke blot viser båndet mange gruopvækkende billeder, men efter man har set det, bliver man ringet op. Nogen ved, at man har set det. Når man tager telefonen, kan man i den anden ende høre en lille piges stemme sige: "7 dage". I løbet af de næste 7 dage vil man blive mere og mere hjemsøgt. Og med mindre man enten har kopiret båndet eller vist båndets indhold til en anden, vil man på den syvende dag opdage, at fjernsynet vil tænde af sig selv. På skærmen vil der dukke en brønd op, og op af brønden vil en lille pige kravle op. Hun vil komme ud af fjernsynet, og skræmme en til døde. Man vil højst sandsynligt dø af hjertestop, fordi man bliver så forskrækket. Eller så vil man gøre alt for at komme væk fra hende, og den eneste udvej er selvmord.

## Samaras Skæbne
Samaras genfærd vil aldrig finde hvile og vil til evig tid prøve at finde ud af, hvorfor hun fortjente den grusomme død. Hun vil for altid lede efter en mor, som vil elske hende, og som vil passe på hende. Men hvem kan elske et moderisk genfærd.
Efter sin død vokser der et frygtelig had i Samara, og det vil blive ved med at vokse. Derfor vil hun blive ved med at dræbe uskyldige, for de skal opleve det samme som hende; had, fortvivlelse, skræk og de skal være bange som hun var nede i brønden.

## Faren til Samara
Ingen ved hvem Samaras far er. Hvis man skal tro på det Samaras mor, Evelyn, har fortalt, så er han et væsen fra en anden verden. Man kunne tro, at han er en djævel af en slags, ud fra Samaras opførsel og væremåde. Evelyn havde fortalt, at væsnet kom fra en vand-verden. Det forklarer måske, hvorfor Samara altid har været meget bange for vand. Måske er der en sammenhæng.
Man kan kun gisne om, hvordan faren så ud eller om, hvad han var, men mon ikke han var et ondt væsen, som ville have Samara, da hun blev født. Det er måske derfor, Samara ikke vil være i vandet, for hun ved hvad der vil ske. Evelyn ville også drukne Samara, for Evelyn vidste, at det var den eneste ting hun kunne gøre.